# 鰺ヶ沢町立舞戸小学校
鰺ヶ沢町立舞戸小学校（あじがさわちょうりつ まいとしょうがっこう）は、青森県西津軽郡鰺ヶ沢町大字舞戸町にある公立小学校。

## 概要
- 鰺ヶ沢町中心部の舞戸町に学校があり、学区は、中村地区、長平地区、鳴沢地区、建石地区など。主な進学先は、鰺ヶ沢中学校。

## 学区
- 中村町全域・浜横沢町全域・芦萢町全域・松代町全域、舞戸町の一部（ただし字小夜・西松島・東松島・清滝・小浜を除く）、大字北浮田町全域・湯舟町全域・小屋敷町全域・南浮田町全域・建石町全域、長平町全域

## 沿革
- 1874年（明治7年）6月25日 - 「舞戸小学」として開校。
- 1886年（明治19年）4月 - 火事により、上冨田4452番1号に移転し、「舞戸尋常小学校」に改称。
- 1900年（明治33年）
  - 1月24日 - 校舎落成。
  - 2月3日 - 新校舎での授業開始。
  - 4月 - 高等科を併置し、「舞戸高等尋常小学校」に改称。
- 1927年（昭和2年） - 校舎一部を増築する。
- 1930年（昭和5年）
  - 5月4日 - 校地を拡大。体育館建築起工し、同時に旧校舎増改築。
  - 9月13日 - 落成。
- 1941年（昭和16年）4月1日 - 国民学校令により、「舞戸国民学校」に改称。
- 1947年（昭和22年）4月1日 - 学校教育法（旧法）施行により、「舞戸村立舞戸小学校」に改称。舞戸中学校を併置し、高等科生を中学校に移籍。
- 1949年（昭和24年）7月11日 - 舞戸中学校新校舎が落成し、移転。
- 1952年（昭和27年） - 舞戸村議会が、本校移転新築を決定。
- 1955年（昭和30年）3月31日 - 町村合併により、「鰺ヶ沢町立舞戸小学校」に改称。
- 1957年（昭和32年）3月31日 - 舞戸町字久富27番地（現在地）に新校舎建築。第一期工事完成。
- 1958年（昭和33年）2月15日 - 第二期工事完成。新校舎に移転。
- 1963年（昭和38年） - 校舎北側側溝・校門設置。
- 1964年（昭和39年）12月31日 - 講堂落成。
- 1965年（昭和40年）1月20日 - 講堂落成式挙行。
- 1967年（昭和42年） - 給食室設備施設を設置し、学校給食開始。音楽室を改造。
- 1969年（昭和44年）9月 - 校庭に岩石園完成。
- 1970年（昭和45年）6月 - 校庭に植物園完成。
- 1974年（昭和49年）
  - 6月12日 - 校庭整地工事完了。
  - 6月25日 - 創立百周年記念式典挙行。
- 1984年（昭和59年）
  - 4月 - 特殊学級を新設。
  - 7月 - 学校林造成事業開始。
- 1993年（平成5年）8月20日 - 体育館にて、校舎新築起工式を挙行[1]。
- 1995年（平成7年）
  - 1月12日[2] - 新校舎が完成し、竣工修祓式と祝賀会を開催。
  - 1月17日 - この日から、新校舎での授業開始[2]。
- 1996年（平成8年）4月 - 新体育館完成。
- 1997年（平成9年）7月 - 校庭整備工事完了。
- 1998年（平成10年）
  - 3月 - パソコン21台設置。
  - 7月 - 中庭造園工事完了。
- 1999年（平成11年）10月 - 校門前の信号機作動。
- 2000年（平成12年）
  - 5月 - 学童保育「なかよしクラブ」開設。
  - 8月 - インターネット接続電話回線工事が完了。
  - 9月 - 舞の海秀平（本校卒業）よりパソコン10台が寄贈され、寄贈式が行なわれた。
- 2001年（平成13年）
  - 7月 - 校庭に外灯4基設置。舞戸財産区の協力により、土俵が整備される。
  - 11月 - 防犯ブザー等の取り付け工事実施。津軽森林管理署鯵ヶ沢事務所より錦石3個が寄贈され、岩石園に設置された。
- 2002年（平成14年）1月 - 舞戸財産区よりビデオデッキ7台と歩くスキー12台が寄贈される。
- 2004年（平成16年）10月 - 創立130周年記念式典挙行。学習発表会が開催された。
- 2007年（平成19年）4月 - 舞戸財産区の援助により、三味線部を創部。
- 2011年（平成23年）4月1日 - 中村・鳴沢・建石の各小学校を統合。

## 周辺
- 国道101号
- 鰺ヶ沢町立学校給食センター
- スーパードラッグアサヒ鰺ヶ沢店
- ローソン鰺ヶ沢店
- コメリハード&グリーン鯵ヶ沢店
- 一心亭鰺ヶ沢店
- マエダ鰺ヶ沢店
- K2マート

## 交通
- 鰺ヶ沢町コミュニティバス「あじバス」「舞戸小学校前」バス停下車。
  - 鰺ヶ沢コミュニティバスは、小学校敷地内に乗り入れる。
- 弘南バス鰺ヶ沢 - 弘前線「K2マート前」バス停（国道101号線上）下車後、学校正門まで、
  - 弘前駅前行のりばから、徒歩約280m・約4分。
  - 鯵ケ沢駅前行のりばから、徒歩約240m・約4分。
- JR五能線鰺ケ沢駅より、
  - 徒歩約490m・約7分。
    - 駅舎から学校正門まで、直線距離だと約310mほどだが、駅裏側への出入口が無いのと、道路の関係でやや遠回りとなる。

  - 上述の鰺ヶ沢町コミュニティバス「あじバス」「⑦建石線/⑧山田野線/⑨西建石線/⑩湯舟線/⑪北浮田線」に乗車し5分、「舞戸小学校前」停留所下車。
    - 鰺ヶ沢駅前発は午後のみ、鰺ヶ沢駅前方面行は午前のみの運行となる。

  - 上述の弘南バス「鰺ヶ沢 - 弘前線」に乗車し2分、「K2マート前」停留所下車後、徒歩。

## 著名な卒業生
- 舞の海秀平（元大相撲力士・現:相撲解説者、スポーツキャスター、タレント）

## 参考資料
- 『鰺ヶ沢町史 第三巻』（鰺ヶ沢町・1984年11月30日発行）332頁～334頁「第一章 教育・第三編 教育と文化・二 小・中学校、幼稚園 （一）小学校 舞戸小学校」
- 『青森県教育史 別巻』（青森県教育委員会・1973年12月20日発行）764頁「学校沿革 小学校 舞戸小学校」